# Ansley Truitt
Ansley Hoover Truitt (West Point, 24 agosto 1950 – 13 febbraio 2021) è stato un cestista statunitense, professionista nella ABA e in Francia.
È  morto nel 2021 per complicazioni da Covid-19.

## Carriera
Venne selezionato dai New York Knicks al terzo giro del Draft NBA 1972 (41ª scelta assoluta).